# Pavle Savić
Pavle "Paja" Savić (srbsko Павле Савић), srbski fizik, akademik in častnik, * 10. januar 1909, † 30. maj 1994.

## Življenjepis
Leta 1932 je diplomiral iz fizikalne kemije na Prirodoslovno-matematični fakulteti v Beogradu. Leta 1939 je prejel šest-mesečno štipendijo za študij na Institut du Radium, kjer pa je ostal 4 leta. Sodeloval je z Irène Joliot-Curie in Frédéric Joliot-Curie na raziskovanju delovanja nevtronov v težkih elementih; skupaj z Irene je bil predlagan za Nobelovo nagrado za fiziko.
Leta 1934 je postal član KPJ in leta 1941 se je vrnil v Jugoslavijo ter se pridružil NOVJ. Bil je član Vrhovnega štaba NOVJ, podpredsednik AVNOJ in med aprilom ter oktobrom 1944 član vojaške misije v Moskvi.
Po vojni je bil zadolžen za obnovo Srbije, predsednik Kmetijskega sveta Srbije, direktor Inštituta za jedrske študije Boris Kidrič, predsednik Strokovnega sveta inštituta, podpredsednik Zvezne komisije za jedrsko energijo,....
Bil je častni doktor kemijskih znanosti Univerze v Beogradu, član Akademije znanosti Sovjetske zveze, član Akademije znanosti New Yorka, predsednik Srbske akademije znanosti in umetnosti, dopisni član Slovenske akademije znanosti in umetnosti (od 13. marca 1972),....